# FC Phönix Seen
Der FC Phönix Seen ist ein Schweizer 2. Liga-Fussballverein aus dem Winterthurer Kreis Seen. Die Frauenabteilung spielt in der 2. Liga.

## Geschichte
Der Verein wurde am 18. März 1918 als FC Viktoria Winterthur gegründet. Im Juni 1919 wurde der Klub in FC Kreuzstern umbenannt. Da jedoch die Fabrik Maggi in Kemptthal reklamierte, da ihr Firmenzeichen auch ein Kreuzstern war, benannte man sich einen Monat später in den Namen FC Phönix Winterthur um und trat dem SFV
 bei. 1934 wurde die Juniorenabteilung gegründet. 1948, drei Jahre nach Ende des Zweiten Weltkriegs, konnte der Verein mit dem damaligen Sportplatz Deutweg (heute Talgut) einen neuen Sportplatz beziehen.
Ab 1970 spielte Phönix Winterthur auch in den ersten Austragungen der Schweizer Frauenfussballmeisterschaft mit, die zu Beginn noch in drei Gruppen auf einer Ebene ausgetragen wurde. In der Saison 1973/74 konnte das Team als beste Platzierung den zweiten Platz der sieben Teilnehmer umfassenden Gruppe Ostschweiz (eine von vier Gruppen) erreichen. Ab der Saison 1974/75 spielte die betreffende Frauenfussballmannschaft für den SC Veltheim. Die heutige Damenabteilung wurde 1984 gegründet.
Am 23. Mai 1986 nahm der Verein seinen heutigen Namen FC Phönix Seen an. Seit 1997 spielt der Verein auf seiner heutigen Heimstätte, dem Sportplatz Steinacker.

## Cup-Teilnahmen
In folgender Liste werden alle Spiele des Schweizer Cup ab den 1/32-Finals oder jeweils der dementsprechenden Hauptrunde aufgeführt:
- 1936/37 – 1. Hauptrunde: FC Phönix Seen – SCI Juventus Zürich 0:7
- 1942/43 – 3. Hauptrunde: FC Phönix Seen – FC Lachen 6:0
- 1942/43 – 1/16-Finals: FC Phönix Seen – SC Brühl St. Gallen 2:7 n. V.
- 1947/48 – 3. Hauptrunde: FC Phönix Seen – Grasshopper Club Zürich 2:3
- 2006/07 – 1. Hauptrunde: FC Phönix Seen – FC Zürich 0:11